# 勿忘草 (ピコの曲)
「勿忘草」（わすれなぐさ）は、ピコのメジャー2枚目、通算3枚目のシングル。2010年12月8日にKi/oon Recordsから発売された。

## 概要
「初回限定盤」、「テガミバチ REVERSE盤」、「通常盤」の3種リリース。「初回限定盤」には、勿忘草のミュージック・ビデオを収録したDVDが同梱されている。
表題曲は、テレビアニメ『テガミバチ REVERSE』のエンディングテーマとして使用された。「テガミバチ REVERSE盤」のジャケットには、心弾銃を持ったラグ・シーイングとゴーシュ・スエードの背景に、星空が描かれている。

## 収録曲
1. 勿忘草 [4:10]
作詞・作曲：若G、編曲：samfree
2. 白い雪のプリンセスは [4:27]
作詞・作曲：のぼる↑、編曲：samfree
3. Stardust [3:48]
作詞：ピコ、作曲・編曲：samfree
4. 勿忘草 （PikoLess Version）
5. 白い雪のプリンセスは （PikoLess Version）
6. Stardust （PikoLess Version）

## テガミバチ REVERSE盤
1. 勿忘草
2. 勿忘草 ("テガミバチ REVERSE" 1分29秒 ver.) [1:29]
3. 勿忘草 (PikoLess Version)

## 収録アルバム
| 曲名   | 収録アルバム | 発売日        | 備考                  |
| ------ | ------------ | ------------- | --------------------- |
| 勿忘草 | 1PIKO        | 2011年5月11日 | 1stオリジナルアルバム |